# برلینتا

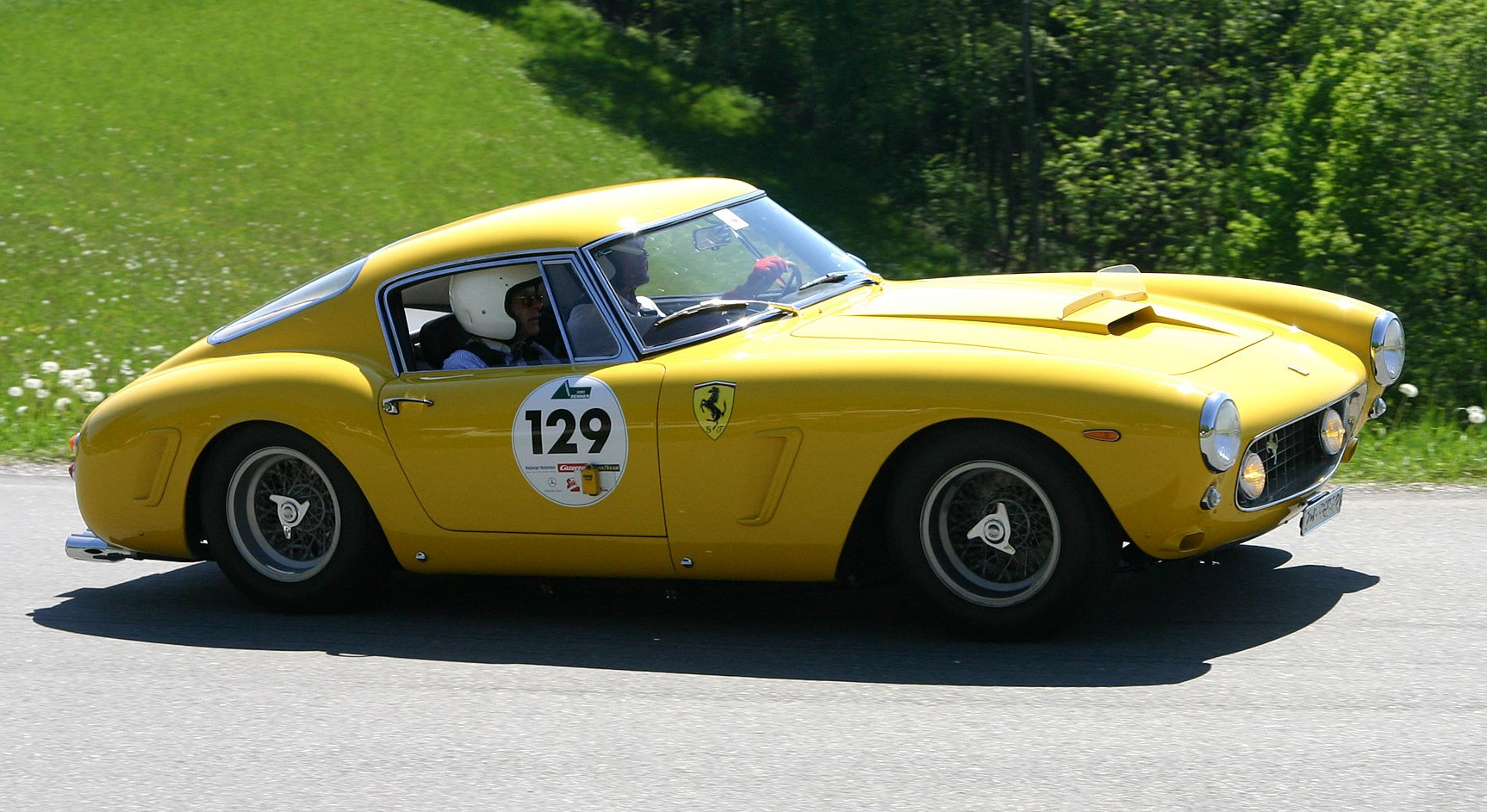
فراری ۲۵۰جی‌تی برلینتا SWB

برلینتا (به ایتالیایی: berlinetta; تلفظ ایتالیایی: [berliˈnetta]) یک کوپه اسپورت است که معمولاً دارای دو صندلی است و همچنین شامل خودروهای ۲+۲ می‌باشد. معنی اصلی برلینتا در ایتالیایی «سالون کوچک» است. این اصطلاح که در دهه ۱۹۳۰ معرفی شد، توسط فراری در دهه ۱۹۵۰ رایج شد. مازراتی، اوپل، آلفا رومئو و دیگر خودروسازان اروپایی نیز از برچسب برلینتا استفاده کرده‌اند. در آمریکا، شورولت همچنین نسخه‌ای از کامارو به نام برلینتا را از سال ۱۹۷۹ تا ۱۹۸۶ تولید کرد مدل برلینتا با توجه به ویژگی‌های داخلی و سامانه تعلیق نرم‌تر به عنوان تمرکزی لوکس به بازار عرضه شد.

## برلینت
برلینت نام فرانسوی برلینتا است که به عنوان یک نوع بدنه دو در اسپرت و کم‌حاشیه تعریف می‌شود که نزدیک به کوپه است.
پس از جنگ جهانی دوم، این اصطلاح به یک وسیله نقلیه کوچک با روکش محصور شده شبیه به یک برلین دو در یا سدان در فرانسه گفته شد. استفاده از اصطلاح «مربی» را برای استایل بدنی مشابه اما قدیمی‌تر که جایگزین اصطلاح قدیمی‌تر «دمی برلین» شده بود، جایگزین کرد.
متداول‌ترین استفاده اخیر در مورد اشاره به خودروی اسپرت آلپاین ای۱۱۰ بود که اغلب به سادگی «لا برلینت» نامیده می‌شد.